# Sociologie économique d'Ibn Taymiyya
Ibn Taymiyya est un grand théologien musulman. Sa science a aussi touché au domaine de la sociologie, la politique et l'économie.

## Ses œuvres relatives aux sciences sociales
Ibn Taymiyya est l'un des auteurs les plus féconds de la littérature économique arabe classique. Il était lui-même un fonctionnaire chargé de surveiller les marchés(Muhtasib). Il a produit une doctrine du marché qui, selon Louis Baeck, en fait le précurseur médiéval de Veblen.
Parmi ses œuvres qui touche à l'économie, la sociologie et la politique:
- Siyasa Shar'ya ou traité de droit public[2].
- al-hisba fi al-islam.
- Fatawa, recueil de décrets religieux (30 volumes) dont certains se rapportent à des sujets concernant les marchés et les contrats de ventes.

## Ses idées concernant les questions économiques et monétaires

### L'État doit surveiller le commerce
Selon Ibn Taymiyya, le Mouhtassib a un rôle primordial dans la lutte contre les pratiques des marchands susceptibles de porter préjudice aux consommateurs.
Parmi ses fonctions:
- contrôle des poids et mesures.
- lutte contre les fraudes.
- lutte contre l'usure.
- lutte contre les coalitions des marchands qui portent préjudice aux consommateurs.
- le suivi des prix.

Pour l'exercice du commerce, Ibn Taymiyya exige une grande probité dans les transactions: « Seules sont autorisées à vendre et à acheter pour revendre ensuite : des personnes désignées. Tous ceux qui cherchent à se livrer au commerce sans autorisation spéciale en seront empêchés, soit en raison du tort qu'ils occasionnent aux marchands établis, soit, d'une façon plus générale, en considération des perturbations qu'entraineraient de semblables procédés (...) ».

## Ses idées concernant la justice sociale

### Concilier intérêt individuel et intérêt collectif
Selon Ibn Taymiyya, si Allah a mis à la disposition des hommes des bonnes choses, c'est bien pour qu'il en use sans hésitation mais sans nuire à autrui, c'est-à-dire à la communauté. La vie en société exige des règles. En effet, une liberté totale peut déboucher sur des injustices, surtout en ces temps de crises caractérisés par de grandes inégalités de répartition des revenus, et par un interventionnisme abusif de l'État dans la vie économique. Ibn Taymiyya ne pense pas qu'une grande indépendance puisse être source d'utilité sociale. L'objectif est de concilier la liberté individuelle avec l'intérêt de la collectivité, d'harmoniser l'intérêt du producteur avec celui du consommateur dans le domaine économique. Des solutions de coopération, de solidarité ou d'association sont préférables à la liberté individuelle lorsque cette dernière ne permet pas de réaliser l'intérêt collectif.
Ibn Taymiyya a dit dans son Traité de la Hisba:

« L'intérêt des hommes ne peut survenir, dans la vie d'ici-bas ou dans l'au-delà, que par l'association, l'entraide et le soutien mutuel. L'entraide et le soutien mutuel c'est pour leur ramener leur propre intérêt. Le soutien mutuel c'est aussi pour éloigner les préjudices. C'est pour cette raison que l'on qualifie l'homme d'être civil par nature.  En effet, la raison pour laquelle les hommes s'associent est, soit pour entreprendre des actes qui leur sont bénéfiques, soit pour éviter des agissements qui leur portent préjudice. Ils doivent obéir à un chef qui leur ordonne les bons choix et leur interdit les actes préjudiciables.
Tous les habitants de la Terre sont unanimes sur le fait que le prix de l'injustice sera payé d'abord dans cette vie d'ici-bas. Ils ne se contredisent pas sur les conséquences néfastes de l'injustice, ni à propos des bienfaits de la justice. C'est pour ceci qu'il a été rapporté (des anciens!) qu'Allah donne la victoire à la nation juste même si elle est impie, et la retire de la nation injuste même si elle est croyante. »

### Réglementation des prix en cas d'absence de concurrence sur le marché
Selon Ibn Taymiyya, le Gouverneur (Wali'you Al-Amr) est tenu de contraindre ceux qui détiennent des marchandises plus que leurs besoins, de les vendre en cas de pénurie, et ce selon les prix raisonnables du marché. Mais cette coercition ne doit pas porter préjudice aux marchands, dans la mesure où les autorités les obligent à vendre selon des prix inférieurs à la valeur réelle de leur marchandises.